# Шаморін
Шаморін (словац. Šamorín, нім. Sommerein, угор. Somorja) — місто у південно-західній Словаччині на Дунаї, територія Житнього острову.
Площа — 44,35 км². Населення — 13 147 осіб (2015)

## Населення
| Рік:            | 1994.  | 2004.   | 2014.   | 2024.   |
| --------------- | ------ | ------- | ------- | ------- |
| Кількість осіб: | 12 182 | 12 339  | 13 028  | 13 672  |
| Різниця:        |        | +1,28 % | +5,58 % | +4,94 % |

| Рік:            | 2023.  | 2024.   |
| --------------- | ------ | ------- |
| Кількість осіб: | 13 635 | 13 672  |
| Різниця:        |        | +0,27 % |

## Міста-побратими
- Гайнбург-на-Дунаї, Австрія
- Георгень, Румунія
- Лейдердорп, Нідерланди
- Мошонмадяровар, Угорщина